# After Tone V
『After Tone V』（アフター・トーン ファイブ）は、岡村孝子通算5枚目のリミックス・アルバム。2006年12月13日発売。発売元はBMG JAPAN。

## 解説
1987年に初めてリリースされて以来、オリジナルアルバム3枚ごとにリリースされるリミックス・セレクション・アルバムの第5弾。2002年にデビュー20周年を迎え、本格的に歌手活動を再開してから初めての “After Tone” シリーズとなる。なお、2005年にはソロデビューから20周年を迎えた。
13枚目のアルバム『TEAR DROPS』（2003年9月25日）、14枚目のアルバム『Sanctuary』（2005年3月23日）、15枚目のアルバム『四つ葉のクローバー』（2006年5月24日）から14曲を選出している。CD1枚の通常盤のほか、CD2枚組の初回限定盤があり、こちらは通常盤に収録された全14曲のインストゥルメンタル作品が収録されている。DVD付は過去にあったが、特典CD付は初めて。なお、通常盤と初回限定盤はジャケット写真が異なる。
始まりの1・2・3曲、終わりの12・13・14曲目がそれぞれの作品から均等に収録されており、3枚のアルバムのバランスがよくとれたアルバムになっている。 歌詞カードには、岡村本人による全曲ライナーノーツが掲載されている。
同時発売で、1986年12月20日に発売されたビデオソフト『Noël』が初DVD化された。

## 収録曲
- 全曲作詞・作曲: 岡村孝子　（Except M-13　作詞: さだまさし）

|    | 曲名 | 演奏時間 | 編曲       |
| 1  | 真実の泉 | 4:38     | 萩田光雄   |
| 1  | 日本テレビ系昼番組『ザ・ワイド』エンディング・テーマソング                                                               |          |            |
| 2  | 青い月 | 4:50     | 萩田光雄   |
| 3  | 四つ葉のクローバー | 5:06     | 海老原真二 |
| 4  | 祈り | 5:19     | 萩田光雄   |
| 4  | 2007年、あみんの25周年記念コンサートでも岡村のソロで披露された。                                                         |          |            |
| 5  | 晩春 | 4:40     | 萩田光雄   |
| 5  | 岡村個人名義の楽曲であるが、あみんの上記コンサートにおいてあみんの二人で歌われている。                                   |          |            |
| 6  | 涙のしずく | 4:57     | 萩田光雄   |
| 7  | 一日 | 4:57     | 萩田光雄   |
| 8  | 肩車 | 5:12     | 萩田光雄   |
| 9  | プラネタリウム | 5:12     | 萩田光雄   |
| 10 | 暁の空 | 5:40     | 萩田光雄   |
| 11 | おかえり | 5:32     | 萩田光雄   |
| 11 | ベストアルバム『TOY BOX』の初回盤DVDにミュージック・ビデオが収録された。                                                 |          |            |
| 12 | 天晴な青空 | 5:25     | 萩田光雄   |
| 12 | 岡村20周年の記念ソングで、コーラスに加藤晴子が参加している。TBS系情報番組「噂の!東京マガジン」エンディング・テーマソング |          |            |
| 13 | 銀色の少女 | 5:19     | 萩田光雄   |
| 13 | 前年にNHKの音楽番組『夢・音楽館』で共演したさだまさしが作詞。コーラスに加藤晴子が参加。                                  |          |            |
| 14 | 春色のメロディー | 5:00     | 萩田光雄   |
| 14 | アニメ映画「雲の学校」エンディング・テーマ                                                                               |          |            |

## 関連作品
- TEAR DROPS　　M-1・6・8・11・12
- Sanctuary　　M-2・4・7・9・14
- 四つ葉のクローバー　　M-3・5・10・13